# Kujō-in
Fujiwara no Teishi (呈, cũng gọi là Fujiwara no Shimeko; 1131 -1176) là một Nữ viện Nhật Bản (nyoin) vào cuối thời kỳ Heian.  Cô là Trung cung của Thiên hoàng Konoe nhưng không sinh bất kỳ đứa con nào và tham gia các nghi lễ tôn giáo ở tuổi hai mươi với pháp danh là Shōjōkan () và viện hiệu của cô là Kujō-in (九 条).

## Tiểu sử
Fujiwara no Teishi sinh năm 1131 ,là con của Fujiwara no Koremichi  và là con gái của Fujiwara no Akitaka. Cô trở thành con gái nuôi của kanpaku Fujiwara no Tadamichi. Giống như nhiều quý tộc Nhật Bản thời kỳ tiền hiện đại, việc đọc đúng tên của cô là không chắc chắn,    và cách đọc Teishi  và Shimeko    là cách đọc Kanji, tương ứng. 

Năm Kyūan 6 (1150), cô tiến cung cho Thiên hoàng Konoe,  với tước hiệu Nữ ngự  và sau đó trở thành Trung cung (chgū). Điều này trái với ý định giữa Tadamichi và anh trai Yorinaga về việc con gái của họ sẽ là mẹ của Thiên hoàng tương lai. Tuy nhiên, cô không thể sinh được con cho cho Thiên hoàng,  vào năm Kyūju 2 (1155), cô trở thành nữ tu Phật giáo do bệnh tật,  lấy tên pháp là Shōjōkan. Năm Hōgen 1 (1156), cô trở thành Kōgō-gūshiki  vào năm Hōgen 3 (1158) Kōtaigō-gūshiki. Vào năm Nin'an 3 (1168), cô trở thành một Nữ viện,  với viện hiệu là Kujō-in.
Bà mất năm 1176.

### Trích dẫn
- Nomura, Ikuyo (2007). "Kujō-in". Nihon Rekishi Daijiten (bằng tiếng japanese). Shogakukan.{{Chú thích bách khoa toàn thư}}:  Quản lý CS1: ngôn ngữ không rõ (liên kết) Quản lý CS1: ref trùng mặc định (liên kết)